# Батош (комуна)
Батош (рум. Batoș) — комуна у повіті Муреш в Румунії. До складу комуни входять такі села (дані про населення за 2002 рік):
- Батош (1355 осіб) — адміністративний центр комуни
- Горень (690 осіб)
- Дедрад (1526 осіб)
- Уйла (602 особи)

Комуна розташована на відстані 294 км на північ від Бухареста, 38 км на північ від Тиргу-Муреша, 81 км на схід від Клуж-Напоки.

## Населення
За даними перепису населення 2002 року у комуні проживали 4173 особи.
Національний склад населення комуни:
| Національність | Кількість осіб | Відсоток |
| -------------- | -------------- | -------- |
| румуни         | 2867           | 68,7%    |
| угорці         | 811            | 19,4%    |
| цигани         | 390            | 9,3%     |
| німці          | 100            | 2,4%     |
| українці       | 3              | 0,1%     |
| чанго          | 1              | < 0,1%   |

Рідною мовою назвали:
| Мова       | Кількість осіб | Відсоток |
| ---------- | -------------- | -------- |
| румунська  | 2952           | 70,7%    |
| угорська   | 809            | 19,4%    |
| циганська  | 311            | 7,5%     |
| німецька   | 97             | 2,3%     |
| українська | 2              | < 0,1%   |
| грецька    | 1              | < 0,1%   |

Склад населення комуни за віросповіданням:
| Релігія                                       | Кількість осіб | Відсоток |
| --------------------------------------------- | -------------- | -------- |
| православні                                   | 2952           | 70,7%    |
| римо-католики                                 | 500            | 12,0%    |
| реформати                                     | 335            | 8,0%     |
| лютерани (Аугсбурзького сповідання)           | 247            | 5,9%     |
| лютерани (Синодально-пресвітеріанська церква) | 64             | 1,5%     |
| адвентисти                                    | 27             | 0,6%     |
| п'ятдесятники                                 | 20             | 0,5%     |
| греко-католики                                | 8              | 0,2%     |
| не релігійні                                  | 3              | 0,1%     |
| унітарії                                      | 2              | < 0,1%   |
| бретрени                                      | 1              | < 0,1%   |
| лютерани                                      | 1              | < 0,1%   |
| атеїсти                                       | 1              | < 0,1%   |
| не вказали релігію                            | 7              | 0,2%     |